# 중도연대

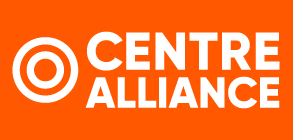

중도연대(Centre Alliance) 옛 명칭은 닉 제노폰팀(영어: Nick Xenophon Team)은 오스트레일리아의 정당으로 2013년에 설립했다.

## 같이 보기
- 2007년 오스트레일리아 의회 선거
- 2013년 오스트레일리아 의회 선거
- 2016년 오스트레일리아 의회 선거
- 2019년 오스트레일리아 의회 선거